# Ctenarytaina remota
Ctenarytaina remota är en insektsart som beskrevs av Leonard D. Tuthill 1956. Ctenarytaina remota ingår i släktet Ctenarytaina och familjen rundbladloppor. Inga underarter finns listade i Catalogue of Life.